# 고리형 아데노신 일인산
고리형 아데노신 일인산(cyclic adenosine monophosphate, cAMP)은 세포간 신호 전달 경로에 관여하는 2차 신호전달자로 칼슘이온과 함께 가장 많이 사용되는 2차 신호 전달자이다.

## 2차 신호전달자
2차 신호전달자는 신호전달에 관여하는 수용성 비단백질 분자나 이온을 뜻하는 말로, 세포 표면의 수용체와 결합한 호르몬이나 성장인자들의 신호를 크게 증폭시키고 핵이나 세포질에 있는 목표에 도달하는 것을 돕는다. 2차 신호전달자는 수용성의 작은 물질인 탓에 세포 내에서 확산에 의해 잘 퍼질 수 있다.
2차 신호전달자를 포함한 세포 신호전달과정의 초기연구는 얼 윌버 서덜랜드(Earl W. Sutherland)에 의해 진행되었으며, 이 업적덕분에 1971년 노벨상을 수상하였다. 그와 동료들은 에피네프린이 세포를 직접 통과하지도 않고 간세포에 있는 글리코젠 가인산분해효소를 활성화하여 글리코젠의 분해를 촉진한다는 사실을 발견하였다. 그는 이 과정에서 2차 신호전달자인 cAMP가 관여한다는 것을 알았는데, 간세포의 세포막 수용체에 에피네프린이 결합하면 세포내의 cAMP농도가 증가하였기 때문이다. 그의 발견은 Martin Rodbell과 Alfred G. Gilman의 후속연구를 통해, 세포 신호전달 과정에서 2차 신호전달자와 다른 단백질들의 작용 메커니즘을 밝히며 더욱 구체화되었고 그 연구는 1994년 그들에게 노벨상을 안겨주었다.

## cAMP의 합성과 분해
cAMP는 세포막 안쪽에 박혀있는 아데닐산 고리화효소(Adenylate cyclase)에 의해 합성된다. 아데닐산고리화효소의 활성을 촉진하는 신호전달물질은 세포마다 다르다. 예를 들어, 서덜랜드가 발견한 간세포에서는 에피네프린이나 글루카곤, 근육에서는 아드레날린이 아데닐산고리화효소의 활성을 강하게 촉진한다. 이러한 에피네프린과 같은 1차 신호전달자가 세포막의 수용체에 결합하면, 수용체의 형태가 변하게 되고 이는 G단백질이라 불리는 특이한 단백질이 수용체에 결합하게 하며 결합한 G단백질은 활성화된다. 활성화된 G단백질은 수용체로부터 분리되어 아데닐산 고리화효소의 활성을 유도하여 cAMP합성을 일으킨다. 호르몬이 없는 상태에서는 인산이에스테르 가수분해효소의 작용에 의해 cAMP는 AMP로 분해되고 더 이상 신호 전달자의 역할을 하지 못한다.

## cAMP의 기능
cAMP는 2차 신호전달자로서 세포막을 통과 할 수 없는 에피네프린이나 글루카곤 등의 신호를 세포 내로 전달하는 역할을 한다. 세포질내에서 합성된 cAMP는 단백질 인산화효소A의 활성에 영향을 미치며 이는 신호 전달 경로를 따르는 다른 단백질들의 연쇄적인반응을 통해 신호의 증폭을 일으킨다. cAMP는 또한 특정 이온채널의 기능에 관여하기도 한다.

## 같이 보기
- 고리형 구아노신 일인산
- 아크라신

## 참고 문헌
- 캠벨 생명과학9판 출판사: (주)바이오사이언스출판 저자: Jane B. Reece/대표역자:전상학 ISBN: 9788992709651